# Чердынский уезд
Че́рдынский уе́зд — административно-территориальная единица в составе Пермской губернии Российской империи и РСФСР, существовавшая в 1781—1923 годах. Уездный город — Чердынь.

## География
Чердынский уезд находился в западной части Пермской губернии. Его площадь составляла 70 790 км2 (62 200 кв. вёр.). Границы: с севера и северо-запада — Вологодская губерния, с северо-востока — Тобольская губерния, с запада — Вятская губерния. Река Кама разделяет уезд на 2 части: восточную — более возвышенную и гористую, и западную — более низменную и по преимуществу равнинную.

## История

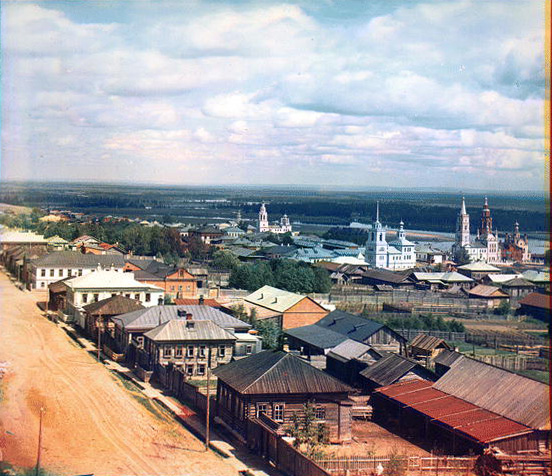
Чердынь. 1912 год. Фото С.М. Прокудин-Горский

В начале XVI века образовался Чердынский (Пермский) уезд после ликвидации Великопермского княжества.
В 1579 году уезд делился на 4 стана: 1) Окологородный, 2) Верхний, 3) Нижний и 4) Отхожий (округ).
В конце XVII – начале XVIII века уезд делился на: 1. Окологородный стан. Погосты: 2. Покча, 3. Вильгорт, 4. Ныроб, 5. Искор, 6. Анисимов, 7. Янидор, 8. Кульчуг, 9. «Что была деревня Бондюга», 10. Пентег, 11. Редикор, 12. Лимеш, 13. Губдор, 14. «Что была деревня Фотиевская Дуброва», 15. «Что была деревня Чигимер», 16. Вильва, 17. «Что была деревня Мошево», 18. Коса, 19. Гайна, 20. Юксиев.
18 декабря 1708 года территория Чердынского уезда вошла в состав образованной Сибирской губернии.
29 мая 1719 года в составе Сибирской губернии была образована Соликамская провинция. В составе провинции вошли города: Соль Камская (Соликамск) - 12005 дворов, Пермь Великая и Чердынь - 1421 двор, Соликамский и Чердынский дистрикты  (уезды).
29 апреля 1727 года территория Соликамской провинции передана из Сибирской губернии в Казанскую губернию.
С 27 января 1781 года Чердынский уезд в составе Пермской области Пермского наместничества.
С 12 декабря 1796 года Чердынский уезд в составе Пермской губернии.
В 1923 году в состав Автономной области Коми (Зырян) были переданы Верхнепечорские волости Чердынского уезда: Троицко-Печорская, Савиноборская и Щугорская.
3 ноября 1923 года уезд был ликвидирован, часть его территории вошла в состав Чердынского района Верхне-Камского округа Уральской области.

## Население
По данным переписи населения 1897 года численность населения уезда составляла 105 791, в том числе в городе Чердынь — 3658 чел. Средняя плотность населения — 2,1 человека на кв. версту — в 6 раз меньше средней плотности по губернии. Всех поселений 833; из них 344 имеют не более 10 дворов, 270 — от 11 до 20 дворов, 142 — от 26 до 50 дворов, 65 — от 51 до 100 дворов и 12 — свыше 100 дворов. Крупных сел только два: Покча, в 5, и Вильгорт, в 17 верстах от города Чердынь (от 201 до 500 дворов). На одно селение приходится около 19 дворов и 123 жителя. Сел 40, заводов 2, деревень 584, выселков 203, пристаней 2, починков 2.

## Административное деление
В 1913 году в состав уезда входило 23 волости:
| - Анисимовская — д. Анисимово, - Аннинская — д. Усть-Чукурья, - Бондюжская, - Верх-Язвинская — с. Верх-Язьва, - Вильгоротская — с. Вильгорт, - Гаинская — с. Гаинское, - Губдорская, - Корепинская — с. Корепино, | - Косинская — с. Коса, - Кочевская — с. Кочёво, - Морчанская, - Мошевская — с. Верхне-Мошева, - Ныробская — с. Ныробское, - Покчинская — с. Покча, - Пянтежская — с. Пянтег, - Сыпучинская, | - Тулпанская, - Урольская — с. Уролка, - Усть-Зулинская — с. Усть-Зула, - Чураковская — с. Чураки, - Юксеевская — с. Юксеево, - Юмская — с. Юм, - Юрлинская — с. Юрла. |

## Транспорт и связь
Между городами Чердынью и Пермью ежедневное пароходное сообщение; почти все пароходы американского типа; освещаются электричеством. Кроме легко-пассажирских пароходов курсируют по рекам Каме, Вишере, Колве, Косе и Язве еще буксирные пароходы с баржами. Железных дорог нет (ближайшая станция Пермской железной дороги, Березиковская, отстоит от города Чердынь на 120 верст). Почтовый тракт, идущий от города Чердынь в город Соликамск (76 верст); уездные тракты соединяют более крупные волости с уездным городом (498 верст). Земством устраивается еще грунтовая дорога от села Ныроба (в 44 верстах от Чердыни) до Якшинской пристани на реке Печоре (139 верст), с ветвью от деревни Петрецовой до селения Тулпан на Колве (17 1/2 верст). Правительственных почтовых учреждений в уезде нет, но земская почта ходит два раза в неделю во все волостные правления, а также в те селения, где находятся земские школы. Телеграфные конторы только в городе Чердынь и селении Покча. Между Чердынью и Кутимским заводом существует телефон, но он служит исключительно для нужд общества, на средства которого проведен.

## Местное самоуправление
Чердынским земством содержатся 2 больницы — в Чердыни (на 30 кроватей) и селе Юрле (на 16 кроватей) и 3 приемных покоя (на 17 кроватей), аптека в городе Чердынь, 5 врачей и 26 низшего медицинского персонала. К 1 января 1903 г. в уезде состояло начальных училищ: а) одноклассных, содержимых на средства уездного земства: мужских 1, женских 3 и смешанных 59, двухклассных 3, всего 66; в них было учащихся: мальчиков 2700 и девочек 911, всего 3611 человек. Получают от земства пособие еще школы духовного ведомства, которых к 1903 г. числилось: второклассных — 1, одноклассных — 6, школ грамоты — 4 2. В селах Юрле, Косе, Пянтеге, Анисимове, Ныробе и деревне Верх-Мошево содержатся земством бесплатные народные библиотеки-читальни, в которых к 1903 г. числилось 3863 тома.
Смета земских расходов по Ч. уезду на 1903 г. заключена в сумме 321101 руб., из них на содержание земского управления — 28040 руб., на дорожную повинность — 33422 руб., на народное образование — 118240 руб., на медицинскую часть — 71410 руб., на ветеринарную часть — 4170 руб., на расходы по содействию экономическому благосостоянию — 17263 руб. Главный доход — сборы с недвижимых имуществ (297745 руб. или 92 %).